# Pikku-Siikonen
Pikku-Siikonen är en ö i Finland. Den ligger i sjön Ruovesi och i kommunen Ruovesi i den ekonomiska regionen  Övre Birkalands ekonomiska region  och landskapet Birkaland, i den södra delen av landet, 210 km norr om huvudstaden Helsingfors. Öns area är 7,3 hektar och dess största längd är 0,5 kilometer i sydöst-nordvästlig riktning.